# Sheepmoor
Sheepmoor este un oraș din Provincia Mpumalanga, Africa de Sud.